# Millers in Marriage
Millers in Marriage es una película de drama familiar estadounidense de 2024 escrita y dirigida por Edward Burns, protagonizada por Gretchen Mol, Julianna Margulies y Burns como tres hermanos que enfrentan desafíos en sus respectivas vidas amorosas. La película se estrenó como una presentación especial en el Festival Internacional de Cine de Toronto el 6 de septiembre de 2024 y se estrenó en Estados Unidos el 21 de febrero de 2025.

## Sinopsis
La ex músico independiente Eve Miller se interesa románticamente por un periodista musical como una forma de escapar de su matrimonio poco saludable. Maggie, la hermana de Eve, debe lidiar con una dinámica matrimonial cambiante a medida que su carrera como escritora comienza a superar a la de su esposo. La ejecutiva de moda Renee comienza una relación con el tercer hermano Miller, Andy, a pesar de que él se divorció recientemente de su ex colega.

## Reparto
- Gretchen Mol como Eve Miller, una ex cantante y compositora independiente
- Julianna Margulies como Maggie, una escritora
- Minnie Driver como Renee, una ejecutiva de moda
- Edward Burns como Andy Miller, un artista que entabla una relación con Renee
- Morena Baccarin como Tina, la exesposa de Andy y ex colega de Renee
- Benjamin Bratt como Johnny, un periodista musical.
- Patrick Wilson como Scott, un mánager musical que lucha contra el alcoholismo
- Campbell Scott como Nick, un escritor con dificultades casado con Maggie
- Brian d'Arcy James como Dennis, un cuidador

## Producción
El rodaje tuvo lugar durante la primavera de 2024 en Nueva Jersey, con escenas filmadas en Morristown, Hoboken y Union City.

## Estreno
En mayo de 2024, Millers in Marriage fue adquirida para su distribución mundial por Republic Pictures, una subsidiaria de Paramount Global. La película se estrenó el 6 de septiembre de 2024 en la sección Presentaciones Especiales del Festival Internacional de Cine de Toronto de ese año. La película se estrenó en Estados Unidos el 21 de febrero de 2025.